# Стрибки у воду на літніх Олімпійських іграх 2020 — трамплін, 3 метри (чоловіки)
Змагання зі стрибків у воду з триметрового трампліна серед чоловіків на літніх Олімпійських іграх 2020 відбулися 2 — 3 серпня 2021 року в Токійському центрі водних видів спорту. Це була 26-та поява цієї дисципліни на Олімпійських іграх. Її проводили на всіх Олімпіадах починаючи з 1908 року.

## Формат змагань
Змагання складаються з трьох раундів:
- Попередній раунд: всі спортсмени виконують по шість стрибків; 18 найкращих стрибунів у воду виходять до півфіналу.
- Півфінал: 18 спортсменів виконують по шість стрибків; результати попереднього раунду не враховуються. 12 найкращих стрибунів виходять до фіналу.
- Фінал: 12 спортсменів виконують по шість стрибків; результати півфіналу не враховуються. Три найкращі стрибуни здобувають, відповідно, золоту, срібну та бронзову медалі.

У кожному раунді принаймні по одному стрибку має бути з кожної з п'яти груп (forward, back, reverse, inward, and twisting). Кожен стрибок має свій ступінь складності в залежності від різних характеристик. Згідно з методичним керівництвом FINA найскладніші стрибки мають оцінку 4,7), але учасники можуть спробувати і складніші стрибки. Колегія із семи суддів оцінює стрибки. Для кожного стрибка кожен суддя дає оцінку від 0 до 10 балів, з кроком 0,5. Два верхні і два нижні бали відкидаються. Решта три бали підсумовуються і множаться на ступінь складності. Це і є оцінка стрибка. Оцінка за раунд є сумою оцінок усіх шести стрибків.

## Розклад
Вказано Японський стандартний час (UTC+9)
| Дата                     | Час         | Раунд            |
| ------------------------ | ----------- | ---------------- |
| Понеділок, 2 серпня 2021 | 15:00       | Попередній раунд |
| Вівторок, 3 серпня 2021  | 10:00 15:00 | Півфінал Фінал   |

## Кваліфікація
Квоти для своїх НОК здобули стрибуни, що посіли перші 12 місць на Чемпіонаті світу з водних видів спорту 2019. По одній квоті здобули найкращі стрибуни на чемпіонатах п'яти континентів (за винятком тих стрибунів, які здобули квоту на Чемпіонаті світу, а також представників тих НОК, що вже здобули дві квоти). Решта доступних квот відійшли найкращим стрибунам на Кубку світу FINA 2020 (враховуючи ті самі обмеження). Стрибунам має бути принаймні 14 років на кінець 2020 року.

## Результати[4]
| Місце | Стрибун                 | Країна                           | Попередній раунд | Попередній раунд | Півфінал   | Півфінал   | Фінал      | Фінал      | Фінал      | Фінал      | Фінал      | Фінал      | Фінал      |
| Місце | Стрибун                 | Країна                           | Очки             | Місце            | Очки       | Місце      | Стрибок 1  | Стрибок 2  | Стрибок 3  | Стрибок 4  | Стрибок 5  | Стрибок 6  | Очки       |
| ----- | ----------------------- | -------------------------------- | ---------------- | ---------------- | ---------- | ---------- | ---------- | ---------- | ---------- | ---------- | ---------- | ---------- | ---------- |
| 1     | Сє Сиї                  | Китай (CHN)                      | 520,90           | 2                | 543,45     | 1          | 91,80      | 89,10      | 86,40      | 94,50      | 94,35      | 102,60     | 558,75     |
| 2     | Ван Цзунюань            | Китай (CHN)                      | 531,30           | 1                | 540,45     | 2          | 86,70      | 84,00      | 85,80      | 84,00      | 91,80      | 102,60     | 534,90     |
| 3     | Джек Лафер              | Велика Британія (GBR)            | 445,05           | 6                | 514,75     | 3          | 85,00      | 85,75      | 81,60      | 81,00      | 96,90      | 87,75      | 518,00     |
| 4     | Харам У                 | Південна Корея (KOR)             | 452,45           | 5                | 403,15     | 12         | 76,50      | 81,60      | 91,20      | 82,25      | 68,40      | 81,90      | 481,85     |
| 5     | Євген Кузнецов          | Олімпійський комітет Росії (ROC) | 444,75           | 7                | 453,85     | 5          | 74,80      | 78,20      | 76,05      | 43,20      | 92,75      | 96,90      | 461,90     |
| 6     | Роммель Пачеко          | Мексика (MEX)                    | 479,25           | 3                | 437,65     | 6          | 83,30      | 63,00      | 73,10      | 79,20      | 33,25      | 96,90      | 428,75     |
| 7     | Мартін Вольфрам         | Німеччина (GER)                  | 444,50           | 8                | 423,00     | 9          | 61,50      | 77,00      | 78,75      | 69,70      | 68,40      | 71,40      | 132,00     |
| 8     | Антон Даун-Дженкінс     | Нова Зеландія (NZL)              | 394,45           | 16               | 424,20     | 8          | 67,50      | 67,50      | 70,50      | 74,40      | 66,00      | 69,70      | 143,15     |
| 9     | Джеймс Гітлі            | Велика Британія (GBR)            | 458,40           | 4                | 454,85     | 4          | 58,50      | 71,40      | 73,50      | 57,75      | 85,50      | 64,35      | 411,00     |
| 10    | Ендрю Капоб'янко        | США (USA)                        | 385,50           | 17               | 419,60     | 10         | 76,50      | 84,00      | 42,00      | 48,60      | 76,50      | 74,10      | 401,70     |
| 11    | Мохаб Ішак              | Єгипет (EGY)                     | 422,75           | 12               | 408,85     | 11         | 72,00      | 39,10      | 76,50      | 69,30      | 50,75      | 85,50      | 393,15     |
| 12    | Кен Тераучі             | Японія (JPN)                     | 430,20           | 10               | 424,50     | 7          | 67,50      | 63,00      | 29,70      | 69,00      | 56,10      | 74,40      | 359,70     |
| 13    | Джонатан Рувалькаба     | Домініканська Республіка (DOM)   | 383,05           | 18               | 398,65     | 13         |            |            |            |            |            |            |            |
| 14    | Осмар Олівейра Ібарра   | Мексика (MEX)                    | 442,45           | 9                | 384,80     | 14         |            |            |            |            |            |            |            |
| 15    | Йона Найт-Віздом        | Ямайка (JAM)                     | 411,65           | 13               | 362,95     | 15         |            |            |            |            |            |            |            |
| 16    | Алексі Жандар           | Франція (FRA)                    | 423,60           | 11               | 357,85     | 16         |            |            |            |            |            |            |            |
| 17    | Даніель Рестрепо        | Колумбія (COL)                   | 411,50           | 14               | 329,30     | 17         |            |            |            |            |            |            |            |
| 18    | Себастьян Моралес       | Колумбія (COL)                   | 400,85           | 15               | 324,95     | 18         |            |            |            |            |            |            |            |
| 19    | Ніколас Гарсія          | Іспанія (ESP)                    | 382,60           | 19               | Не пройшов | Не пройшов | Не пройшов | Не пройшов | Не пройшов | Не пройшов | Не пройшов | Не пройшов | Не пройшов |
| 20    | Лоренцо Марсалья        | Італія (ITA)                     | 369,60           | 20               | Не пройшов | Не пройшов | Не пройшов | Не пройшов | Не пройшов | Не пройшов | Не пройшов | Не пройшов | Не пройшов |
| 21    | Патрік Гаусдінґ         | Німеччина (GER)                  | 364,05           | 21               | Не пройшов | Не пройшов | Не пройшов | Не пройшов | Не пройшов | Не пройшов | Не пройшов | Не пройшов | Не пройшов |
| 22    | Колодій Олег Едуардович | Україна (UKR)                    | 351,25           | 22               | Не пройшов | Не пройшов | Не пройшов | Не пройшов | Не пройшов | Не пройшов | Не пройшов | Не пройшов | Не пройшов |
| 23    | Тайлер Даунс            | США (USA)                        | 348,70           | 23               | Не пройшов | Не пройшов | Не пройшов | Не пройшов | Не пройшов | Не пройшов | Не пройшов | Не пройшов | Не пройшов |
| 24    | Микита Шлейхер          | Олімпійський комітет Росії (ROC) | 339,70           | 24               | Не пройшов | Не пройшов | Не пройшов | Не пройшов | Не пройшов | Не пройшов | Не пройшов | Не пройшов | Не пройшов |
| 25    | Олівер Дінглі           | Ірландія (IRL)                   | 335,00           | 25               | Не пройшов | Не пройшов | Не пройшов | Не пройшов | Не пройшов | Не пройшов | Не пройшов | Не пройшов | Не пройшов |
| 26    | Альберто Аревало        | Іспанія (ESP)                    | 322,85           | 26               | Не пройшов | Не пройшов | Не пройшов | Не пройшов | Не пройшов | Не пройшов | Не пройшов | Не пройшов | Не пройшов |
| 27    | Лі Шисінь               | Австралія (AUS)                  | 320,35           | 27               | Не пройшов | Не пройшов | Не пройшов | Не пройшов | Не пройшов | Не пройшов | Не пройшов | Не пройшов | Не пройшов |
| 28    | Кім Йон Нам             | Південна Корея (KOR)             | 286,80           | 28               | Не пройшов | Не пройшов | Не пройшов | Не пройшов | Не пройшов | Не пройшов | Не пройшов | Не пройшов | Не пройшов |
| 29    | Седрік Фофана           | Канада (CAN)                     | 225,35           | 29               | Не пройшов | Не пройшов | Не пройшов | Не пройшов | Не пройшов | Не пройшов | Не пройшов | Не пройшов | Не пройшов |